# Tlacolula de Matamoros
Tlacolula de Matamoros, ou plus brièvement Tlacolula, est une municipalité (municipio) de l’État d'Oaxaca ainsi que le nom de son chef-lieu. La municipalité est située dans la région Valles centrales et le district Tlacolula. Tlacolula est situé à environ 30 km du centre-ville de la capitale Oaxaca de Juarez, sur la route qui mène à Mitla. Situé dans une large vallée, le village est entouré de montagnes.

## Localités
La municipalité de Tlacolula de Matamoros comprend 25 localités, dont 4 de plus de 500 habitants.
La superficie de la municipalité est passée de 244,96 km² en 2000 à 152,52 km² en 2005 d'après les données des recensements de l'état d'Oaxaca.
| Localités principales    | Population | Code INEGI |
| Total de la municipalité | 19 625     | 20551      |
| Tlacolula de Matamoros   | 13 821     | 205510001  |
| Ciudad Yagul             | 2 408      | 205510037  |
| San Marcos Tlapazola     | 969        | 205510005  |
| Rancho Valle del Lago    | 613        | 205510039  |
| San Luis del Río         | 440        | 205510004  |
| Tanivet                  | 330        | 205510043  |

## Vestiges zapotèques
Depuis longtemps, la région environnant Tlacolula est peuplée en partie par le peuple zapotèque. Il y a d'ailleurs un site archéologique près de la ville qui porte le nom de Yagul.

## Le Marché du dimanche
Le marché du dimanche est un incontournable pour les touristes mais aussi pour les habitants des environs. Les locaux s'approprient la rue centrale et y dressent des tentes pour y vendre leurs produits.

## Municipalités limitrophes
| Teotitlán del Valle        | Santa Ana del Valle    | Villa Díaz Ordaz         |
| San Jerónimo Tlacochahuaya | Tlacolula de Matamoros | San Pablo Villa de Mitla |
| San Juan Guelavía          | San Bartolomé Quialana | San Lucas Quiaviní       |